# Ernest Thompson Seton
Ernest Thompson Seton, född 1860, död 1946, var en amerikansk författare, mest känd för sina berättelser om djur. Seton var också en av grundarna av Boy Scouts of America och Woodcraft Indians.
Han föddes som Ernest Evan Thompson i South Shields, County Durham i England av skotska föräldrar. Familjen emigrerade till Kanada 1866. Han växte huvudsakligen upp i Toronto. Sedermera försköt han sin far och bytte sitt namn till Ernest Thompson Seton. Seton var ett namn som förekom på hans fars sida av släkten.
Han studerade vid Ontario College of Art och Royal Academy of Painting and Sculpture i London. 1882 återvände han till Kanada och bosatte sig i Manitoba. Han strövade omkring på landsbygden och gjorde sketcher och anteckningar. 1891 gav han ut "Birds of Manitoba". 1898 publicerade han "Wild Animals I Have Known" och den gjorde honom känd.
Ernest Thompson Seton var gift med författaren Grace Gallatin Seton Thompson och far till författaren Anya Seton. 

## Böcker översatta till svenska
- Wild Animals I Have Known
  - Vilda djur, som jag lärt känna (översättning Henning Wendell, Wahlström & Widstrand, 1902)
  - Vilda djur som jag känt (översättare okänd, Ljus, 1908-1909)
  - Vilda djur som jag känt (översättare okänd, Fahlcrantz, 1928)
  - Vilda djur som jag känt (översättning Beppe Wolgers, 1957)
- Two little savages
- Indianliv: en sommar i vildmarken (bearbetning och översättning Beppe Wolgers, Natur och kultur, 1955)
- The biography of a grizzly
  - Gråbjörns och Silfverräfs lefvernesbeskrifningar (översättning Henning Wendell, Norstedt, 1909)
  - Wabb, grisslybjörnen (ill. Eric Palmquist, översättning Pelle Fritz-Crone, 1961)

Svensk samlingsvolym
- Vargkungen och andra vilda djur (teckningar av författaren, urval och översättning T.A. Engström, Lindqvist, 1953)